# Barrington Tops
Barrington Tops ist eine Hochebene der Great Dividing Range im australischen Bundesstaat New South Wales. Die Ebene liegt etwa 270 Kilometer nördlich von Sydney und 90 Kilometer nordwestlich von Newcastle. Die Hochebene ist geprägt von bewaldeten Naturschutzgebieten, von denen die aneinander grenzenden Barrington-Tops-Nationalpark und Mount-Royal-Nationalpark als Gondwana-Regenwälder Australiens gelistet sind, ein UNESCO-Welterbe. Damit beherbergt das Barrington Tops den größten subtropischen Regenwald der Erde.

## Landschaft
Auf der Landschaft der Hochebene, mit einer Größe von 1250 m², liegen zwei Nationalparks, drei Staatsforste und eine Coservation Area. Es sind dies der Barrington-Tops-Nationalpark, Mount-Royal-Nationalpark, Barrington Tops Tops State Forest, Chichester State Forest, Stewarts Brook State Forest und die Barrington Tops State Conservation Area.
Barrington Tops erhebt sich auf dem Brumlow Tops auf 1526 Meter über dem Meeresspiegel. Die Hochebene fällt auf allen Seiten steil ab. Daher war die Hochebene relativ unzugänglich und entwickelte eine andere Flora und Fauna als die tiefer gelegenen Gebiete am Fuße des Plateaus.
Barrington Tops erhebt sich auf dem Brumlow Tops auf 1526 Meter über dem Meeresspiegel. Die Hochebene fällt auf allen Seiten steil ab. Daher war das Plateau relativ unzugänglich und entwickelte eine eigene Flora und Fauna als die tiefer gelegenen Gebiete.

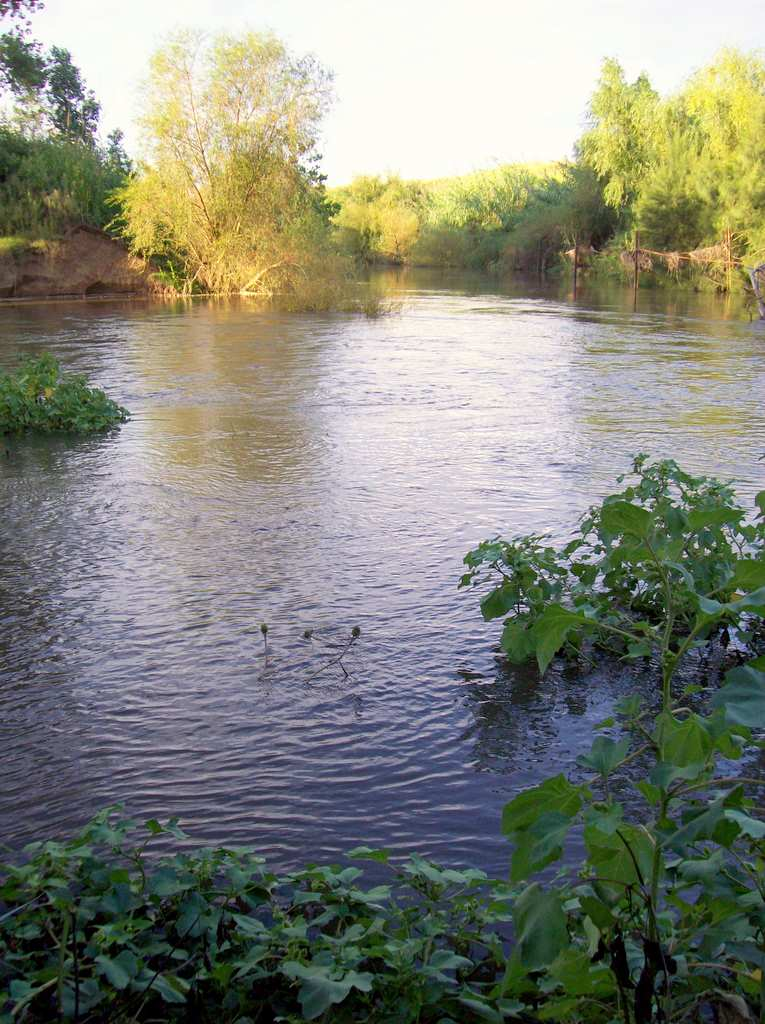
Zusammenfluss von Paterson und Allyn River (oben rechts) auf der Hochebene

Aufgrund der erheblichen Niederschlagsmengen entspringen auf der Hochebene zahlreiche Flüsse und Bäche. Es sind der Manning, Dilgry, Kerripit, Cobark River, Barrington, Gloucester River, die vom Norden in den Süden fließen. Der Mangat, Chicester, Williams, Allyn und Paterson River fließen in Richtung Norden. Die Hochebene wird hauptsächlich vom Hunter River im Norden und im Süden vom Manning River entwässert.
Auf der Hochebene kann im Winter Schnee fallen.

## Geologie
Die Barrington Tops wurden vom Barrington Volcano gebildet. Der Ausbruch dieses Vulkans verursachte einen riesigen Lavaausfluss, der den größten Teil der Barrington Tops bedeckt. Die ausgetretene Lava erreichte eine Mächtigkeit von bis zu 1000 Meter, die zu Basalt erstarrte. Über 55 Millionen Jahre floss Lava aus dem Vulkan aus und es gab mehrere Eruptionen. Der letzte Vulkanausbruch liegt 4 bis 5 Millionen Jahre zurück. Seit dieser Zeit ruht er. Der erstarrte und verwitterte Basalt enthält zahlreiche Schmucksteine wie Zirkone, Saphire und Rubine.
Auf den erodierten Basalt-Böden entwickelte sich eine vielfältige Vegetation mit einem subtropischen Regenwald.

## Siedlungsgeschichte
Das Gebiet der Barrington Tops hielten sich seit Jahrtausenden verschiedene Stämme der Aborigines auf. Es sind dies die Biripi, Worimi, Geawegal, Wonaruah und Ungooroo. Es gibt zwei Theorien über den Anwesenheit der AborigineArrington Tops. Eine Auffassung geht davon aus, dass sich die Aborigines nur im Sommer dort aufhielt um der Hitze an der Küste und auf dem tiefer liegenden Gebieten zu entgehen. Eine andere Auffassung hält daran fest, dass sie sich lediglich im Winter zur Jagd auf Pelze dort aufhielt. A
Am Mount Mackenzie kam es um 1835 zu einem  Racheakt der frühen Siedlern an den Aborigines. Diese sollen fünf Schäfer ermordet haben. Heute ist der Mount Mackenzie als ein geschützter Platz der Aborigines ausgewiesen. Aufgrund der europäischen Besiedlung kam es zu einer Verdrängung der Aborigines aus ihren angestammten Gebieten. Dies wurde nicht nur durch das Massaker forciert, sondern die Besiedlung bzw. Landnahme hatte zur Folge, dass die Nahrung für die Aborigines nicht mehr ausreichte.
Ab etwa 1820 begannen europäische Siedler in der Region zu siedeln und kamen in die Barrington Tops als Holzfäller und Farmer, die Weideland suchten. Seinerzeit wurde auch Gold geschürft.
Im frühen 20. Jahrhundert entwickelte sich der Tourismus. Wissenschaftler suchten die Hochebene auf, um die Vielfalt der Pflanzen und Tiere zu studieren.

## Touristische Information

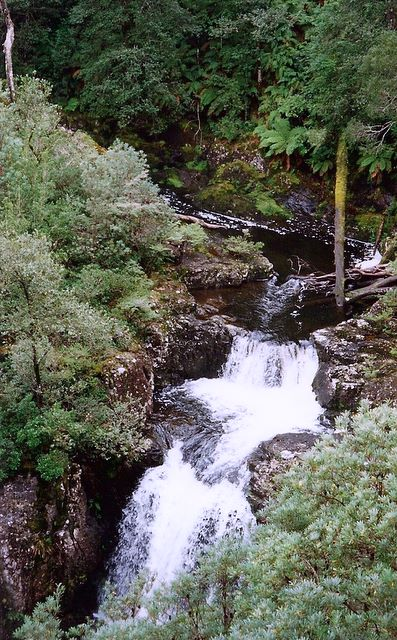
Wasserfall am Gloucester River

Das Gebiet wird von Wanderern, Mountainbikern, Anglern und Erholungsuchenden aufgesucht. Die Hochebene kann nur auf unbefestigten Straßen erreicht werden. Auf der Ebene gibt es den 15 Kilometer langen Barington Trail, der mit allradfähigen Fahrzeugen oder mit Mountainbikes befahren werden kann, wie auch mehrere Wanderwege, Campingplätze und Grillstationen. Mehrere Wasserfälle bildeten sich auf der Hochebene, die aufgrund der geringen Höhenunterschiede des Geländes keine großen Fallhöhen erreichen.